# Saison 2 de SeaQuest, police des mers
Chronologie
Saison 1 de SeaQuest, police des mers Saison 3 de SeaQuest, police des mers
Cet article présente le guide des épisodes de la deuxième saison de la série télévisée SeaQuest, police des mers diffusée du 18 septembre 1994 au 13 septembre 1995 sur NBC.

## Distribution
- Roy Scheider : Commandant Nathan Bridger
- Don Franklin : Capitaine Jonathan Ford
- Jonathan Brandis : Lucas Wolenczak
- Ted Raimi : Lieutenant Tim O'Neill
- Marco Sanchez : Sergent Miguel Ortiz
- Rosalind Allen : Docteur Wendy Smith
- Edward Kerr : Lieutenant James Brody
- Michael DeLuise : Marin Anthony Piccolo
- Kathy Evison : Lieutenant Lonnie Henderson
- Peter DeLuise : Dagwood

## Épisodes

### Épisode 1:Les Daggers, première partie
- États-Unis : 18 septembre 1994

- Sam Jenkins (Mariah)
- Jesse Doran (Général Francis Gideon Thomas)
- Spike Alexander (Joseph)
- Philip Tanzini (David)
- Larry Brandenburg (DeNado)
- William DeVry (Matthew)
- Kim Faze (Sarah)
- Kelle McDonald (Cindy)
- Rus Blackwell (Reynolds)
- George Wilson (Général Frasier)

Trois ans ont passé depuis la destruction du SeaQuest. Un nouveau modèle, le SeaQuest D.S.V. Mark II a été construit au New Cap Ouest de Floride toujours sous le commandement de Bridger. Son équipage a depuis évolué et compte de nouveaux membres : le médecin et psychiatre Wendy Smith, l'enseigne Henderson, le marin Piccolo ancien repris de justice qui est devenu amphibien après une opération chirurgicale et le mutant Egcel modèle Alpha K surnommé Dagwood. C'est à la suite de la rébellion d'un groupe d'Egcels (Des êtres créés génétiquement par le gouvernement pour partir à la guerre) dans le camp de détention de Daggers que le lieutenant Brody, assigné à leur surveillance, parvient à prendre la fuite dans une capsule sous-marine après avoir lancé une alerte rouge.

### Épisode 2:Les Daggers, deuxième partie
- États-Unis : 18 septembre 1994

- Sam Jenkins (Mariah)
- Jesse Doran (Général Francis Gideon Thomas)
- Spike Alexander (Joseph)
- Philip Tanzini (David)
- Larry Brandenburg (DeNado)
- William DeVry (Matthew)
- Kim Faze (Sarah)
- Kelle McDonald (Cindy)
- Rus Blackwell (Reynolds)
- George Wilson (Général Frasier)

Mariah et ses soldats, après avoir pris en otage le Général Thomas, s'enfuient à bord d'un sous-marin perfectionné, le Maraudeur. Elle force le soldat à lui livrer les codes d'armement d'un satellite de combat et détruit un générateur d'oxygène près du Congo. Sur la colonie Egcel, les Daggers qui retiennent en otage le personnel pénitentiaire sont en contact avec leur leader et la poursuite marine entre le Maraudeur et le SeaQuest est engagée. Le temps presse car Mariah a lancé un ultimatum : si les nations ne reconnaissent pas les Daggers comme leurs égaux, un générateur d'oxygène sera détruit toutes les heures. Et comme ces mutants n'ont besoin que de dix pour cent de l'air pour vivre, cela condamnera la race humaine à brève échéance.

### Épisode 3:Message d'espoir
- États-Unis : 25 septembre 1994

- Kent McCord (Commandant Scott Keller)
- Jesse Doran (Général Francis Gideon Thomas)
- Neil Giuntoli (Lieutenant Jessup Rienhardt)
- Karyn Malchus (Lemus)
- Yan Chen (Anka)
- Christinna Chauncey (Booa)

La station de surveillance de l'UEO située près de l'Abysse de Narès a détecté des ondes émises par le SeaQuest. Le Général Thomas aussitôt alerté n'a d'autre choix que d'arrêter l'équipage du sous-marin dont il redoute qu'un traître ou un espion soit infiltré. Lucas, Piccolo et Dagwood qui ne sont pas présents à bord sont eux en promenade. Soudain, leur voiture stoppe devant un amérindien sur la route. Alors qu'ils sortent pour savoir ce qui se passe, l'homme disparaît aussitôt. Sur le SeaQuest, l'armée arrête Darwin. Le mammifère aurait lancé des messages par ses cris. Le cétacé responsable du désordre émis sur les ondes de surveillance de l'UEO est placé en détention dans un centre de recherche de la marine hautement protégé. Darwin via son communicateur alerte Lucas et Bridger que les extra-terrestres vont revenir. Brigder fait à nouveau appel à son ami Keller.

### Épisode 4:Le Monstre des profondeurs
- États-Unis : 2 octobre 1994

- Mimi Kuzyk (Laura Huxley)
- Robert Foxworth (Royce Shelton)
- Bill Welter (Jim Huxley)
- Keith Hudson (Tyler)
- Steve Howard (Enriquez)
- Matt Davidson (Richard Huxley)

### Épisode 5:Une oreille attentive
- États-Unis : 9 octobre 1994

- Leslie Hope (Marie Piccolo)
- Dom DeLuise (Nick Piccolo)

### Épisode 6:La Vie en vidéo
- États-Unis : 23 octobre 1994

- Kelly Morgan (Aaron)
- JoAnna Garcia Swisher (Iris)

### Épisode 7:Faux Semblants
- États-Unis : 13 novembre 1994

- Amie Bluff (Cousine Angie)
- Richard Herd (Amiral Noyce)
- Mimi Lieber (Tante Rose)
- William Morgan Sheppard (Le Professeur)
- Michael Costello (Général de l'UEO McGath)
- Jonathan Mangum (Covington)

### Épisode 8:Une si jolie petite fleur
- États-Unis : 20 novembre 1994

- Michael Costello (Général de l'UEO McGath)
- Michael Deeg (Trigg)
- Roger Ranney (Hansen)
- Nick Kurtz (Thompson)

### Épisode 9:Le Passé effacé
- États-Unis : 27 novembre 1994

- Jesse Doran (Général Francis Gideon Thomas)
- Alison Moir (Alison)
- Sherman Howard (Packard)
- Ralph Wilcox (Hopkins)
- Michael H. Moss (Lee Colzi)
- Punky Leonard (Docteur Meyers)
- Jack Swanson (Docteur Dharavi)
- Jim Lau (Docteur Wong Fay Hung)
- Lehua Reid (Lieutenant Magre)
- Peggy O'Neal (Anita)

### Épisode 10:Frères ennemis
- États-Unis : 11 décembre 1994

- Ian Sullivan (Docteur Wilhelm Brown)
- Karen E. Fraction (Baker)
- Mikki Scanlon (Sheila)

### Épisode 11:Le Bout du tunnel
- États-Unis : 18 décembre 1994

- Gregory Paul Martin (Marcus Rawlings)

### Épisode 12:Le Monstre des glaces
- États-Unis : 8 janvier 1995

- J.A. Preston (Charles)
- T.E. Russell (Ben)
- Gary Bristow (Rick)
- Dorian Field (Jenna)
- Tony Sago (Paulie)
- Parker Whitman (Mike Rainer)

### Épisode 13:Le Continent perdu
- États-Unis : 15 janvier 1995

- Barry Primus (Frobe Ernst)
- Charles Gitonga Maina (Professeur Obatu)
- Michael Costello (Général de l'UEO McGath)

### Épisode 14:Sandra
- États-Unis : 22 janvier 1995

- Leslie Bega (Sandra)
- Michael A. Nickles (David)
- David Spielberg (Inspecteur Donnegan)
- Max Brown (Docteur Kirby)
- Jeff Moldovan (Robert)

### Épisode 15:La Comète de Keller
- États-Unis : 19 février 1995

- Kent McCord (Commandant Scott Keller)
- Mark Hamill (Tobias LeConte)
- Melanie Adams (Stacy)

### Épisode 16:Solitude
- États-Unis : 26 février 1995

- Raphael Sbarge (Avatar)
- Joe Seneca (Professeur Bingham)
- Michael Costello (Général de l'UEO McGath)
- Marc Macaulay (Colonel Manheim)
- Tom Celli (Général Reed)
- Dorian Field (Enseigne Tyler)

### Épisode 17:La Colère de Neptune
- États-Unis : 5 mars 1995

- Dawn Robinson (Sarah Toenin)

### Épisode 18:Le Coffre de Pandore
- États-Unis : 19 mars 1995

- Sandra Hess (Docteur Karen Sommers)
- Lewis Arquette (Kearny)
- Nicolas Surovy (Docteur William Crichton)
- Peggy O'Neal (Docteur Kaufman)
- Patricia Matthews (Madame Crichton)

### Épisode 19:Le Maraudeur
- États-Unis : 2 avril 1995

- Sam Jenkins (Mariah)
- Luca Bercovici (Le Maraudeur)
- Michael Costello (Général de l'UEO McGath)
- Dana Tyson (Dinah)

### Épisode 20:Un rêve pour deux
- États-Unis : 30 avril 1995

- Tamara Tunie (Laura)
- Todd Allen (Clay Marshall)
- Robert Small (Docteur Roberts)

### Épisode 21:Le Seaquest ne répond plus
- États-Unis : 21 mai 1995

- Kent McCord (Commandant Scott Keller)
- Mark Hamill (Tobias LeConte)
- Dorian Field (Enseigne Tyler)
- Kristy Eisenberg (Ariel)
- Thom Nowicki (Mithor)
- Brittany Snow (L'enfant d'Hyperion)

### Épisode 22:L'esprit qui marche
- États-Unis : 13 septembre 1995

- Leif Riddell (Eddie)
- Juan Fernandez (Ilich Ramirez Colon)
- Michael Costello (Général de l'UEO McGath)